# Georges Bortoli
Georges Bortoli (Casablanca, 28 juni 1923 - 13 juli 2010) was een Frans journalist.
Bortoli begon zijn loopbaan als journalist in Tunis op het einde van de Tweede Wereldoorlog en wijdde zich een tiental jaren aan de problemen van Noord-Afrika en van de derde wereld. Op het einde van jaren 1950 ging hij bij de televisie en werd een van de presentatoren van het televisiejournaal bij de RTF in Parijs. Vanaf de jaren 1960 specialiseerde Bortoli zich op het gebied van de Sovjet-Unie. Ook was hij gedurende enkele jaren correspondent van de ORTF in Moskou. Vervolgens schreef hij nog vele jaren hoofdartikelen op het gebied van internationale betrekkingen.